# Louison Bobet
Louis Bobet, detto Louison (Saint-Méen-le-Grand, 12 marzo 1925 – Biarritz, 13 marzo 1983), è stato un ciclista su strada francese.
Professionista dal 1947 al 1962, vinse tre Tour de France e il campionato del mondo 1954, oltre a numerose classiche internazionali, tra cui una Milano-Sanremo, un Giro di Lombardia, un Giro delle Fiandre e una Parigi-Roubaix.

## Carriera

### 1947-1952: i primi anni da professionista e le vittorie nelle classiche
Originario della Bretagna, fratello maggiore di Jean Bobet, tra i dilettanti nel 1946 Louis Bobet fu campione nazionale su strada. Passato professionista dal 1947 con la Stella-Hutchinson, squadra patrocinata dall'omonimo telaista di Nantes, si mise per la prima volta in evidenza al Tour de France 1948, corsa in cui, rappresentando la Nazionale francese, vinse la tappa di Biarritz e vestì per nove giorni la maglia gialla: tenne il simbolo del primato sui Pirenei, ma sulle Alpi dovette arrendersi agli attacchi di Gino Bartali, poi vincitore, che lo scalzò dalla testa della classifica al termine della tappa di Aix-les-Bains. Concluse comunque al quarto posto della generale. Sempre nel 1948 partecipò, insieme ad altri colleghi, nel ruolo di sé stesso, al film Totò al Giro d'Italia.
Nel 1949 fece sue una tappa e la classifica finale del Tour de l'Ouest, in Bretagna. La consacrazione definitiva avvenne al Tour de France 1950, in cui, dopo aver vinto la tappa alpina di Briançon e lottato per il successo, conquistò il terzo posto assoluto e la prestigiosa classifica della montagna della corsa. Nello stesso anno fu campione nazionale Professionisti su strada e quinto al Mondiale di categoria a Moorslede, vinto da Briek Schotte.
Pur non eccellendo in montagna come altri corridori della sua epoca, nel 1951 (in maglia Bottecchia) conquistò la classifica dei GPM al Giro d'Italia, vincendo anche una frazione in quella "Corsa rosa" e chiudendo al settimo posto generale. Per quanto concerne le gare a tappe, in stagione vinse anche due frazioni alla Parigi-Costa Azzurra e una al Tour de France, in cui però fu solo ventesimo assoluto; nelle corse in linea fu invece in evidenza con i successi alla Milano-Sanremo, al campionato francese e al Giro di Lombardia (in volata su un gruppo ristretto), e il secondo posto alla Parigi-Roubaix, staccato di un minuto e mezzo da Antonio Bevilacqua. Gli eccellenti risultati stagionali gli valsero la vittoria del Challenge Desgrange-Colombo a punti e l'ambito Challenge Sedis, premio assegnato dal costruttore di catene Sedis al miglior ciclista francese dell'anno: lo vincerà per cinque volte consecutive, fino al 1955.
Nel 1952 vinse quattro tappe e la classifica finale della Parigi-Costa Azzurra, oltre al prestigioso Gran Premio delle Nazioni a cronometro, sorta di "mondiale di specialità"; saltò invece il Tour de France, dominato da Fausto Coppi.

### 1953-1955: la tripletta al Tour de France e il titolo mondiale
Bobet aprì il 1953 con alcuni piazzamenti nelle classiche (quarto al Giro delle Fiandre e alla Parigi-Roubaix) e con un successo di tappa al Giro di Romandia; al Giro d'Italia non andò invece oltre alcuni piazzamenti, ritirandosi a metà corsa. In luglio fu quindi protagonista al Tour de France: dopo le prime due settimane in cui si era mantenuto al terzo posto della generale, il 22 luglio vinse in solitaria la diciottesima frazione, a Briançon dopo le salite del Vars e dell'Izoard, e strappò la maglia gialla di leader a Jean Malléjac, quel giorno staccato di oltre 10 minuti. Due giorni dopo mise il sigillo sulla vittoria finale al Tour, la prima per lui, imponendosi anche nella cronometro di Montluçon.

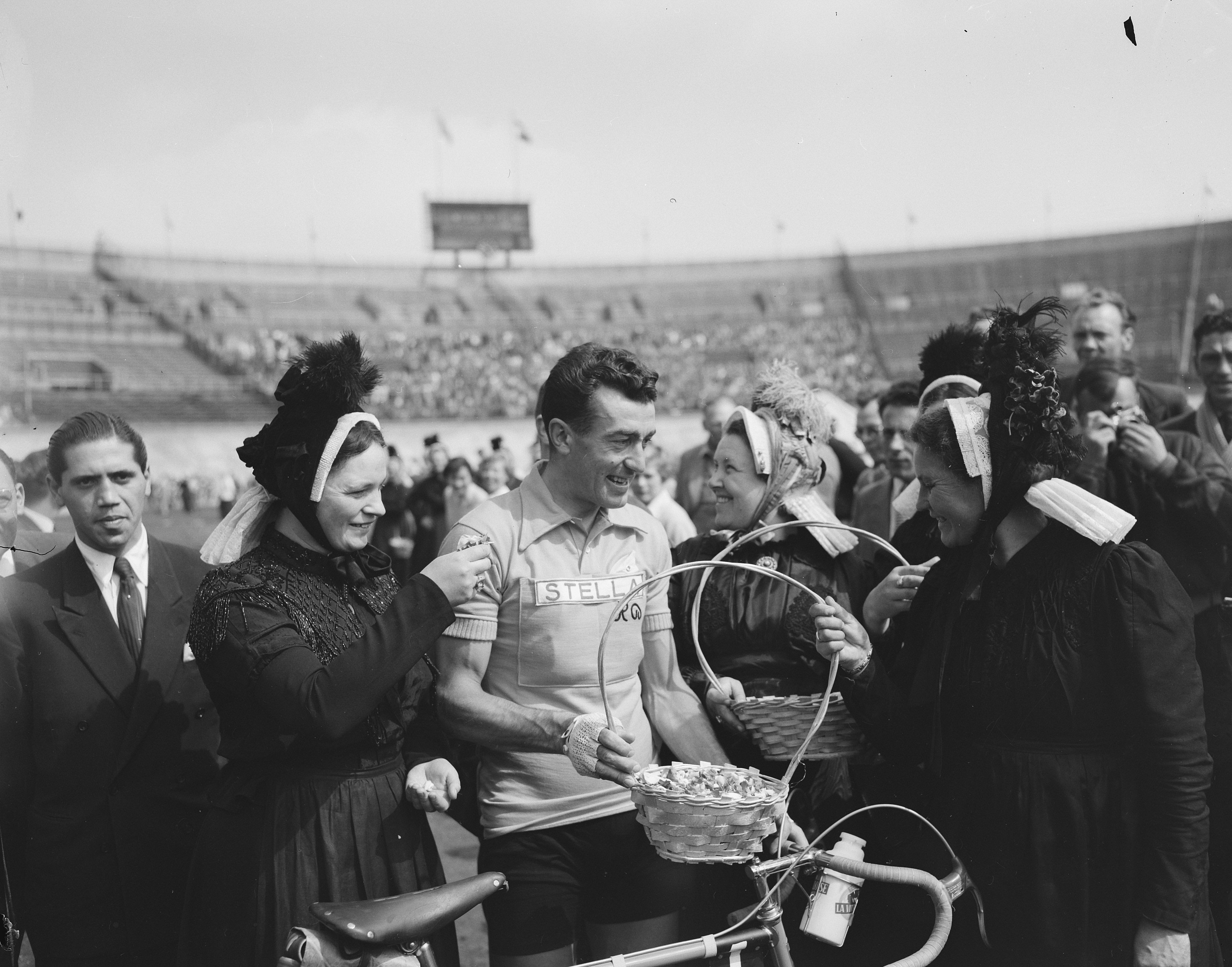
Bobet ad Amsterdam in occasione del grand départ del Tour de France 1954

Nel 1954 si concentrò nuovamente sul Tour de France. Dopo aver vinto una frazione al Giro del Delfinato, iniziò la Grande Boucle con il successo nella seconda tappa a Lilla e con la conquista della maglia gialla al termine della cronometro a squadre di Les Essarts; cedette il primato nella seconda settimana prima a Wout Wagtmans e poi a Gilbert Bauvin, salvo riprenderlo al termine della tappa di Millau grazie al ritardo di quasi 8 minuti accumulato da Bauvin. Nell'ultima settimana, la vittoria nella tappa alpina di Briançon (con l'Izoard) e quella nella cronometro di Nancy gli consentirono di ampliare il vantaggio su tutti i rivali, primo fra tutti Ferdi Kübler, e di far suo per la seconda volta il Tour de France. Concluse la fortunata stagione vincendo il duro e piovoso Mondiale su strada di Solingen; nell'occasione andò all'attacco in discesa al penultimo giro con Fritz Schär e, nonostante una foratura all'ultima tornata che lo aveva attardato, riuscì a riprendere lo svizzero e staccarlo di slancio, imponendosi in solitaria.
A fine 1954 Bobet lasciò dopo otto anni la Stella per dar vita a una nuova squadra con il suo nome, la L. Bobet-BP-Hutchinson, sponsorizzata dal telaista rivale Mercier. In maglia iridata nella primavera del 1955 vinse il Grand Prix de Saint-Raphaël (prova d'apertura del calendario francese), una tappa alla Parigi-Nizza e il prestigioso Giro delle Fiandre su Hugo Koblet e Rik Van Steenbergen; fu anche terzo alla Parigi-Roubaix. In preparazione al Tour de France corse e conquistò in giugno prima il Giro del Lussemburgo, con due successi di tappa, e quindi il Giro del Delfinato, con tre vittorie parziali. Al Tour mostrò subito un ottimo stato di forma: vinse la quarta tappa a Namur e, pur avendo preso oltre 13 minuti da Charly Gaul (che rientrò così in classifica) nell'ottava tappa a Briançon, vinse l'undicesima frazione con il Mont Ventoux ad Avignone. Si mantenne poi nei "piani alti" di classifica fino alla diciassettesima frazione, sui Pirenei a Saint-Gaudens, quando, pur chiudendo secondo di giornata alle spalle di Gaul, inflisse oltre sette minuti alla maglia gialla Antonin Rolland sottraendogli il simbolo del primato. Nelle ultime frazioni si difese dal ritorno di Gaul e di Jean Brankart, potendo festeggiare la terza vittoria consecutiva alla Grande Boucle (primo ciclista di sempre a riuscirvi). Al seguente Mondiale di Frascati non difese l'iride, dovette infatti ritirarsi cedendo la maglia a Stan Ockers.

### 1956-1962: la Roubaix, il podio al Giro e gli ultimi anni

Fausto Coppi intervista Louison Bobet durante il Giro d'Italia 1957

Nel 1956 Bobet si impose finalmente alla Parigi-Roubaix, battendo in volata ristretta nel velodromo di Roubaix il compagno di marca Fred De Bruyne, Jean Forestier e Van Steenbergen. In stagione corse la sua prima e unica Vuelta a España, e chiuse terzo alla Parigi-Tours; rinunciò invece a difendere il titolo al Tour de France a causa dello scarso stato di forma. Nella primavera 1957 vinse la Genova-Nizza, classica primaverile in riviera, e colse alcuni piazzamenti tra Francia e Belgio. Al successivo Giro d'Italia, corso con i colori del Velo Club Bustese, mostrò di nuovo un ottimo stato di forma. Dopo aver vestito di rosa al termine della dodicesima tappa, la cronometro dei Forte dei Marmi, e aver perso il primato due giorni dopo a favore di Antonin Rolland, riprese la maglia l'indomani con il successo nella quindicesima frazione a Sion. Già nella seguente tappa, la sedicesima, la classifica ebbe un ulteriore "scossone": Bobet si staccò nell'ascesa del Campo dei Fiori, e fu così scavalcato in graduatoria da Gaul (nuova maglia rosa) e Gastone Nencini. Fu la frazione del 6 giugno sul Monte Bondone a ridisegnare definitivamente la classifica: Nencini e Bobet inflissero oltre 8 minuti a Gaul, il toscano andò a vincere quel Giro d'Italia, mentre il francese chiuse in seconda piazza, staccato di soli 19". Quarto alla Tre Valli Varesine, Bobet dovette quindi accontentarsi della piazza d'onore anche al Mondiale di Waregem, battuto in volata da Van Steenbergen, e alla Parigi-Tours, superato al fotofinish dall'ex compagno De Bruyne.
Nel 1958 ottenne ancora risultati di rilievo: al Giro d'Italia concluse quarto, grazie anche al secondo posto nella tappa di Bolzano, pur non riuscendo mai a impensierire il poi vincitore Ercole Baldini; al Tour de France chiuse in settima posizione mentre al Mondiale di Reims fu nuovamente secondo, questa volta battuto di oltre due minuti da Ercole Baldini. Nel 1959 fece sua la storica Bordeaux-Parigi e diverse tappe e la classifica finale del Gran Premio Ciclomotoristico corso nel Mezzogiorno italiano; si impose anche nell'edizione 1960 del Gran Premio Ciclomotoristico.
Nel 1961, con la varesina Ignis, mise a referto l'ultima vittoria della carriera, in una frazione del Tour de l'Aude. Il 15 dicembre 1961 un incidente automobilistico mentre era di ritorno da Bruxelles gli causò diverse fratture alla gamba, ponendo di fatto fine alla sua carriera. Annunciò il ritiro dalle corse nell'agosto 1962.

## Dopo il ritiro, la morte e il ricordo
Nel maggio 1964 aprì un centro di talassoterapia a Quiberon, in Bretagna, primo di diverse strutture dello stesso tipo da lui aperte e gestite nei tre lustri seguenti. Morì prematuramente per tumore nel 1983, il giorno dopo il suo 58º compleanno. Oggi riposa nel cimitero di Saint-Méen-le-Grand, comune che gli diede i natali e che ospita il museo Tous à vélo avec Louison Bobet a lui dedicato.
Dal 1984 a Noyal-Châtillon-sur-Seiche si svolge annualmente il Souvenir Louison Bobet, corsa per dilettanti a lui intitolata, organizzata dalla società Sojasun Espoir-ACNC.
Nel 1995 la RAI ha prodotto una fiction in due puntate sulla vita di Fausto Coppi, intitolata Il grande Fausto, nella quale Louison Bobet è stato interpretato dall'attore Arnaud Arbessier. Nel 2006 la RAI ha prodotto una fiction in due puntate anche sulla vita di Gino Bartali, intitolata Gino Bartali - L'intramontabile, nella quale è stato interpretato da Pierre Lucat.

## Palmarès
- 1946 (Dilettanti)

Campionati francesi, Prova in linea Dilettanti
Prix de Carnac
- 1947

Circuit des Boucles de la Seine
1ª tappa Course à la Mer (Rennes > Cancale)
Classifica generale Course à la Mer
Prix Argental
1ª tappa Circuit du Finistère
Classifica generale Circuit du Finistère
- 1948

6ª tappa Tour de France (Bordeaux > Biarritz)
12ª tappa Tour de France (Sanremo > Cannes)
- 1949

3ª tappa, 2ª semitappa Tour de l'Ouest (Quimper > Quimper)
Classifica generale Tour de l'Ouest
- 1950

Grand Prix de l'Echo d'Alger
Campionati francesi, Prova in linea
18ª tappa Tour de France (Gap > Briançon)
- 1951

2ª tappa Parigi-Costa Azzurra (Nevers > Saint-Étienne)
4ª tappa, 2ª semitappa Parigi-Costa Azzurra (Vergèze > Aix-en-Provence)
Milano-Sanremo
Critérium National
Grand Prix du Locle
17ª tappa Giro d'Italia (Trieste > Cortina d'Ampezzo)
Campionati francesi, Prova in linea
17ª tappa Tour de France (Montpellier > Avignone)
Giro di Lombardia
- 1952

2ª tappa Parigi-Costa Azzurra (Pougues-les-Eaux > Annonay)
3ª tappa, 1ª semitappa Parigi-Costa Azzurra (Annonay > Vergèze)
5ª tappa Parigi-Costa Azzurra (Antibes > Grasse, cronometro)
6ª tappa Parigi-Costa Azzurra (Grasse > Nizza)
Classifica generale Parigi-Costa Azzurra
Critérium National
Gran Premio delle Nazioni (cronometro)
- 1953

4ª tappa Giro di Romandia (Morat > Martigny)
3ª tappa Tour de France (Liegi > Lilla)
18ª tappa Tour de France (Gap > Briançon)
20ª tappa Tour de France (Lione > Saint-Étienne)
Classifica generale Tour de France
- 1954

7ª tappa Giro del Delfinato (Briançon > Digne)
2ª tappa Tour de France (Beveren > Lilla)
18ª tappa Tour de France (Grenoble > Briançon)
21ª tappa, 2ª semitappa Tour de France (Épinal > Nancy, cronometro)
Classifica generale Tour de France
Campionati del mondo, Prova in linea (Solingen)
- 1955

Grand Prix de Saint-Raphaël
3ª tappa Parigi-Nizza (Saint-Étienne > Vergèze)
Giro delle Fiandre
2ª tappa Giro del Lussemburgo (Differdange > Diekirch)
3ª tappa Giro del Lussemburgo (Diekirch > Esch-sur-Alzette)
Classifica generale Giro del Lussemburgo
3ª tappa Giro del Delfinato (Lione > Morzine)
5ª tappa Giro del Delfinato (Aix-les-Bains > Gap)
6ª tappa, 2ª semitappa Giro del Delfinato (Privas > Vals-les-Bains)
Classifica generale Giro del Delfinato
3ª tappa Tour de France (Roubaix > Namur)
11ª tappa Tour de France (Marsiglia > Avignone)
Classifica generale Tour de France
- 1956

Parigi-Roubaix
Circuit du Mont-Blanc
Grand Prix de la Ville de Fréjus
- 1957

Genova-Nizza
15ª tappa Giro d'Italia (Saint-Vincent > Sion)
- 1959

Bordeaux-Parigi
1ª tappa Gran Premio Ciclomotoristico (Roma > Napoli)
2ª tappa Gran Premio Ciclomotoristico (Napoli > Foggia)
3ª tappa Gran Premio Ciclomotoristico (Foggia > Taranto)
5ª tappa, 2ª semitappa Gran Premio Ciclomotoristico (Messina > Lago di Ganzirri)
9ª tappa Gran Premio Ciclomotoristico (Agrigento > Palermo)
Classifica generale Gran Premio Ciclomotoristico
Grand Prix de la Ville de Fréjus
- 1960

1ª tappa, 2ª semitappa Gran Premio Ciclomotoristico (Caserta > Caserta)
2ª tappa, 2ª semitappa Gran Premio Ciclomotoristico (Foggia > Foggia)
3ª tappa, 2ª semitappa Gran Premio Ciclomotoristico (Manfredonia > Foggia)
4ª tappa, 2ª semitappa Gran Premio Ciclomotoristico (Pescara > Pescara)
5ª tappa, 2ª semitappa Gran Premio Ciclomotoristico (Rimini > Rimini)
7ª tappa, 2ª semitappa Gran Premio Ciclomotoristico (Foligno > Spoleto, cronometro)
8ª tappa, 1ª semitappa Gran Premio Ciclomotoristico (Spoleto > Roma)
8ª tappa, 2ª semitappa Gran Premio Ciclomotoristico (Roma > Roma)
Classifica generale Gran Premio Ciclomotoristico
- 1961

3ª tappa Tour de l'Aude

### Altri successi
- 1947

Grand Prix de Saint-Méen-le-Grand (Criterium)
- 1948

Grand Prix de l'Équipe (cronosquadre, con Charles Dupuy e André Mahé)
- 1949

Circuit de l'Aulne (Criterium)
Critérium des As (Criterium)
Circuito di Lannion (Criterium)
- 1950

Classifica Gran Premi della Montagna Tour de France
Critérium des As (Criterium)
Grand Prix de Daumesnil (Criterium)
Circuito di Pleurtuit (Criterium)
Circuito di Mauves-sur-Loire (Criterium)
Circuito di La Rochelle (Criterium)
Circuito di Aïn-Témouchent (Criterium)
- 1951

Classifica Gran Premi della Montagna Giro d'Italia
Circuito di Pleurtuit (Criterium)
Ronde de Barjols (Criterium)
Circuito di Ploërmel (Criterium)
Circuito di Angers (Criterium)
Classifica individuale Challenge Desgrange-Colombo
- 1952

Circuito di Cannes (Criterium)
Circuito di Basilea (Criterium)
Circuito di Sables-d'Olonne (Criterium)
Circuito di Maggiora (Criterium)
Circuito di Callac (Criterium)
- 1953

Critérium des As (Criterium)
Circuito di Cenon (Criterium)
Circuit de l'Aulne (Criterium)
Circuito di Daumesnil (Criterium)
Circuito di Vayrac (Criterium)
Circuito di Bruz (Criterium)
Circuito di Redon (Criterium)
- 1954

Bol d'Or des Monédières (Criterium)
Circuito di Bellegarde (Criterium)
Critérium des As (Criterium)
Circuito di Arras (Criterium)
Circuito di Troyes (Criterium)
Circuito di Landivisiau (Criterium)
Circuito di Tolone (Criterium)
Circuito di Algeri (Criterium)
Circuito di Scaër (Criterium)
Circuito di Rouen (Criterium)
Grand Prix d'Espéraza (Criterium)
Circuito di Daumesnil (Criterium)
- 1955

Circuit du Trégor (Criterium)
Circuito di Boussac (Criterium)
Circuit de la Grande Combe (Criterium)
Roue d'Or à Daumesnil (Criterium)
- 1956

Circuito di Charlieu (Criterium)
Circuito di Sazeray (Criterium)
Circuito di Barsac (Criterium)
Circuito di Liegi (Criterium)
- 1957

Circuito di Decize (Criterium)
Circuito di La Châtre (Criterium)
Circuito di Brive (Criterium)
Circuito di Charleroi (Criterium)
Circuito di Sallanches (Criterium)
- 1958

Circuito di Nantes (Criterium)
Circuito di Miniac-Morvan (Criterium)
Circuito di Cenon (Criterium)
Circuito di Hal (Criterium)
Circuito di Brignoles (Criterium)
- 1959

Circuito di Ploerdut (Criterium)
Roue d'Or à Daumesnil (Criterium)
- 1960

Circuito di Objat (Criterium)
Circuito di Fontenay (Criterium)
Circuit des Remparts (Criterium)
- 1961

Circuito di Nizza (Criterium)
Circuito di Sallanches (Criterium)
Circuito di Athis (Criterium)
Circuito di Barsac (Criterium)

## Piazzamenti

### Grandi Giri
- Giro d'Italia

1951: 7º
1953: ritirato
1957: 2º
1958: 4º
- Tour de France

1947: ritirato (9ª tappa)
1948: 4º
1949: ritirato (10ª tappa)
1950: 3º
1951: 20º
1953: vincitore
1954: vincitore
1955: vincitore
1958: 7º
1959: ritirato (18ª tappa)
- Vuelta a España

1956: ritirato (12ª tappa)

### Classiche monumento
- Milano-Sanremo

1949: 18º
1950: 13º
1951: vincitore
1953: 53º
1954: 13º
1955: 11º
1957: 17º
1958: 10º
1961: 20º
- Giro delle Fiandre

1952: 6º
1955: vincitore
- Parigi-Roubaix

1949: 12º
1950: 15º
1951: 2º
1952: 7º
1953: 4º
1954: 38º
1955: 3º
1956: vincitore
1957: 58º
1958: 27º
1959: 21º
- Liegi-Bastogne-Liegi

1951: 7º
1952: 4º
1957: 9º
- Giro di Lombardia

1948: 12º
1950: 33º
1951: vincitore
1952: 9º
1956: 7º
1958: 24º
1959: 21º

### Competizioni mondiali
- Campionati del mondo

Moorslede 1950 - In linea: 5º
Varese 1951 - In linea: 14º
Lussemburgo 1952 - In linea: 8º
Lugano 1953 - In linea: 8º
Solingen 1954 - In linea: vincitore
Frascati 1955 - In linea: ritirato
Copenaghen 1956 - In linea: 8º
Waregem 1957 - In linea: 2º
Reims 1958 - In linea: 2º
Berna 1961 - In linea: ritirato

## Riconoscimenti
- Campione dei Campioni francesi di L'Équipe nel 1953 e 1954
- Trophée Edmond Gentil nel 1954
- Challenge Sedis nel 1951, 1952, 1953, 1954 e 1955
- Premio Henry Deutsch de la Meurthe dell'Accademia dello Sport nel 1955
- Inserito tra le Gloires du cyclisme
- Inserito tra le Gloires du sport
- Inserito nella Top 25 della Cycling Hall of Fame